# Newport (Carolina del Nord)
Newport è una città degli Stati Uniti d'America situata nella Carolina del Nord, nella Contea di Carteret.